# Оноре V (князь Монако)
Оноре V (фр. Honoré V; 13 мая 1778 — 2 октября 1841) — князь Монако и герцог Валентинуа с 1819 по 1841 год из династии Гримальди.

## Ранняя биография
Сын князя Оноре IV (1758—1819) и его жены Луизы д’Омон, герцогини де Мазарини (1759—1826). При рождении получил имя Оноре Габриэль.
С 1793 по 1814 год княжество Монако было аннексировано Францией. Оноре Гримальди в 1798—1815 годах служил во французской армии как простой офицер кавалерии. Был адъютантом генерала (впоследствии маршала) Груши и маршала Мюрата. Барон Империи (1810).
По легенде, в начале Ста дней Наполеон, только что высадившийся в бухте Жуан, повстречал едущего верхом Оноре Гримальди. Когда Оноре сказал «Я еду домой, в Монако», Наполеон ответил: «Я тоже еду домой, в Тюильри».

## Регентство и правление
Болезни, вызванные тюремным заключением, сделали Оноре IV недееспособным в последние годы его жизни, и после восстановления княжества в 1814 году было установлено регентство. Этим регентством руководил сначала его брат Жозеф Гримальди, затем в 1815—1819 годах обязанности регента исполнял принц Оноре, который после стал князем Монако.
Будучи дипломированным юристом, он призвал к «монегаскизации» наполеоновских кодексов и создал новое законодательство для Монако на их основе, а также значительно развил право Монако. Таким образом, Гражданский кодекс Монако, принятый в 1815 году и реформированный в 1818 году, оставался неизменным до 1880 года.
Профессор Виктор де ла Канорг, который описывал период его правления, писал о нем, что он был скупым, жадным, а также любил роскошь. Один указ, датированный 1815 годом, предполагал, что Оноре V поставил под свой контроль даже "скамьи приходской церкви, которые некоторые люди построили за свой счет" для собственной выгоды.

## Вопрос о престолонаследии
Оноре V не был женат, и после его смерти княжество Монако унаследовал младший брат — Флорестан I.
У князя Оноре V был внебрачный узаконенный сын Оскар Гримальди, маркиз де Бо (1814—1894).

## Титулы
При жизни имел несколько титулов, в том числе титул гранда Испании, пэра Франции (1815).

## Комментарии
1. ↑  В книге Дэвида Стектона[2] приводится более краткая версия диалога: «Чуть раньше, по дороге в Канны, он встретил принца Монако. — Куда вы направляетесь? — Домой. — И я тоже».